# Archivo Catedralicio de Segovia
El Archivo Catedralicio de Segovia es una organización dependiente de la Diócesis de Segovia, ubicado en la catedral de Santa María de Segovia, en el número 1 de la calle Marqués del Arco, que recoge la documentación histórica que la diócesis ha generado desde el siglo XII hasta la actualidad.

## Historia
El archivo tiene su origen en el momento en que se restauró la Diócesis de Segovia, por lo que su documentación más antigua corresponde a los primeros años del siglo XII, sin que conserve testimonio alguno de época anterior, a pesar de la constancia de obispos de la diócesis desde principios del siglo XVI, cuando dependía de la archidiócesis de Toledo y se integraba en la provincia romana Carthaginense.
En 1975 se llevó a cabo una remodelación del archivo, y sus fondos fueron trasladados a unas instalaciones adecuadas para su conservación y estudio.

## Fondos documentales
Contiene uno de los fondos documentales más importantes de España, y se divide en siete secciones diferentes: documentos reales y bulas (y otros pergaminos), códices y manuscritos, incunables y libros raros, libros de actas capitulares desde el siglo XIV, libros de fábrica desde el siglo XV; libros de diezmos, tazmías, préstamos, pitanzas y otros, desde el siglo XV; legajos y papeles sueltos, testamentos, ventas y otros documentos, custodiados en 1800 carpetas.
Dispone de 350 códices, de los cuales 190 corresponden a los siglos XII al XV, de variadas materias como sagrada escritura, derecho canónico, teología, filosofía, liturgia, historia, clásicos, medicina y otras. En la sección de incunables se localizan 519 piezas, entre los que se hallan varios impresos por Juan Párix, como el famoso Sinodal de Aguilafuente, que constituye el primer libro impreso en España, fechado en 1472, u otro que contiene un retrato de la reina Isabel la Católica, 402 libros raros, 500 pergaminos de los siglos XII al XV o varios ejemplares impresos y manuscritos de la conocida y escasa bula de Rodrigo de Borja.
Su importante colección musical se compone de 3.000 piezas, entre las que se encuentran 100 cantorales de los siglos XV y XVI, destacando un códice musical del siglo XV, cancionero de música flamenca conocido como el Cancionero de Segovia, que es uno de los más solicitados y estudiados de todo el mundo.